# Sulu (sockenhuvudort i Kina, Qinghai Sheng, lat 32,50, long 95,29)
Sulu (kinesiska: 苏鲁, 苏鲁乡, 普赛玛) är en sockenhuvudort i Kina. Den ligger i provinsen Qinghai, i den nordvästra delen av landet, omkring 750 kilometer sydväst om provinshuvudstaden Xining. Antalet invånare är 4 891. Befolkningen består av 2 493 kvinnor och 2 398 män. Barn under 15 år utgör 36 %, vuxna 15-64 år 58 %, och äldre över 65 år 4,0 %.
Trakten runt Sulu är nära nog obefolkad, med mindre än två invånare per kvadratkilometer. Närmaste större samhälle är Jieduo, 11,4 km norr om Sulu. Trakten runt Sulu består i huvudsak av gräsmarker.
Genomsnittlig årsnederbörd är 728 millimeter. Den regnigaste månaden är juni, med i genomsnitt 161 mm nederbörd, och den torraste är december, med 4 mm nederbörd.